# Alto Nogal
Alto Nogal es un caserío peruano ubicado en el distrito de Frías, perteneciente a la provincia de Ayabaca del departamento de Piura, al norte del Perú.

## Ubicación
Alto Nogal se ubica al sur de la provincia de Ayabaca, en el distrito de Frías, en el departamento de Piura.

## Demografía
En 2017 Alto Nogal tenía una población de 110 habitantes.
| Gráfica de evolución demográfica de Alto Nogal entre 1993 y 2017 |
|                                                                  |
| Fuentes: Población 1993 y 2017                                   |